# Rya Kraftvärmeverk
Rya Kraftvärmeverk är ett kombikraftvärmeverk på Hisingen i Göteborg. Verket började byggas våren 2004 och togs i drift i slutet av 2006. Ägare är Göteborg Energi.

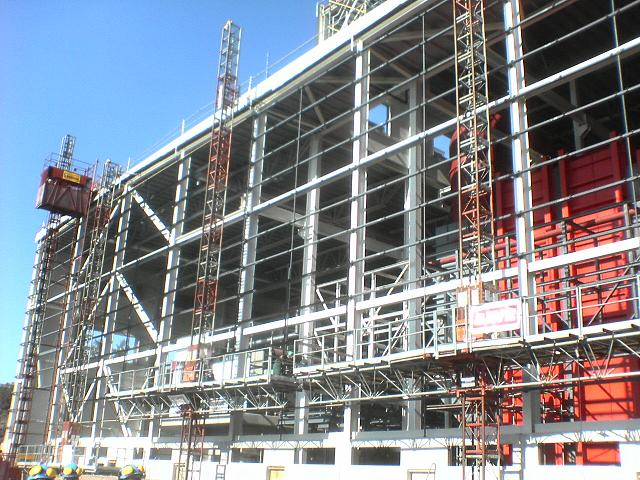
Fasaden på Rya Kraftvärmeverk under uppförandet

## Syfte
Anledningen till att Rya Kraftvärmeverk uppfördes är det ökande behovet av el och fjärrvärme i Sverige i allmänhet och Göteborgsregionen i synnerhet. Rya Kraftvärmeverk står idag för ca 30% av Göteborgs elbehov och ca 35% av fjärrvärmebehovet. 
Byggnaden i sig har också som syfte att ge bra PR för Göteborg Energi, därför har den fått en påkostad arkitektur för att vara en industribyggnad. Förutom att förse Göteborg med energi fungerar Rya Kraftvärmeverk som en reservkraftkälla vid ett riksomfattande strömavbrott. På så sätt kan Göteborgs viktigaste samhällsfunktioner som spårvägar, sjukhus m.m fungera trots ett eventuellt strömavbrott.

## Bränsle och produktion
Kraftvärmeverket drivs med naturgas och är ett så kallat gaskombikraftverk. I nödfall kan det drivas med olja. Naturgasen levereras från Danmark via det svenska stamnätet för naturgas som finns längs västkusten.
Maximal effekt som kan tas tillvara är 261  MW el och 294 MW värme med en totalverkningsgrad på 92,5%. Varje år förväntas verket vara i drift 7-8 månader och producera 1,25 TWh el, 1,45 TWh fjärrvärme samt förbruka 300 miljoner normalkubikmeter gas.

## Placering
Rya Kraftvärmeverk anlades i Ryahamnen på Hisingen i Göteborg, strax söder om naturreservatet Rya skog. Placeringen valdes med hänsyn till att kraftvärmeverket skulle kunna anslutas till fjärrvärmenätet, elnätet och naturgasnätet. Kraftvärmeverket är placerat i hamninloppet väl synligt för de som anländer till Göteborg med båt. Kommunens vision är att området där kraftvärmeverket är placerat i framtiden ska var öppet för allmänheten som ett strövområde.

## Ekonomi och organisation
Kostnaden för hela projektet är cirka 2,2 miljarder kronor, varav huvuddelen är kostnader för ångturbiner och övriga installationer medan byggnaden står för cirka 300-400 miljoner kronor av den totala kostnaden. Byggherre för kraftvärmeverket var Göteborgs Energi och Siemens var huvudentreprenör med ansvar för processdelen (gas- och ångturbiner, m.m). NCC ingick ett konsortium med Siemens och ansvarade för att bygga själva byggnaden, som fungerar som ett skal till kraftframställningsprocessen.

## Konstruktion
För Rya kraftvärmeverk har konstruktörerna varit tvungna att lösa grundläggningen av huset med tre metoder: grundläggning på fast berg, sänkbrunnar och pålning på grund av att berggrunden lutar kraftigt precis där byggnaden ligger. Grundläggningen har varit viktig då stora laster skall föras ner i marken till följd av att ångturbinerna i byggnaden väger mycket. Själva byggnaden är en traditionell fackverksbyggnad med stora öppna ytor som fylls med de pannor som används i produktionen av el och värme.
Byggnadens skorsten är ca 96,6 m hög och flera meter i diameter. Höjden beror på att avgaserna måste släppas ut ovanför inversionsskiktet. Bredden beror på de fyra rökrör som finns i den; ett från varje produktionslinje och ett fjärde om man i framtiden mot förmodan vill bygga ut kraftvärmeverket med en fjärde produktionslinje.

## Utseende
Rya Kraftvärmeverk har fått ett påkostat utseende för att vara en industribyggnad. I många fall fungerar en byggnad av detta slag bara som ett skal till den produktion som sker i den, men Göteborg Energi ville att byggnaden, med dess synliga läge, skall fungera som ett flaggskepp och ge bra PR åt företaget. Liljevall arkitekter, som fick uppdraget att gestalta byggnaden, fick arbeta efter dessa förutsättningar. Mot havet har byggnaden fått en stor glasfasad och maskinerna inuti har färgsatts. I nattmörkret lyses maskinerna upp vilket ger ett vackert intryck, särskilt för de som anländer till Göteborg med färja. Den höga skorstenen har fått slitsar som belyses, vilket gör att byggnaden syns ännu mer när det är mörkt.

## Teknisk data
- Typ: kombikraftvärmeverk
- Gasturbin: 3x45 MW Siemens SGT-800. 3x44 MW el
- Rökgastemp: 538 °C ut ur gasturbin, 1000 °C efter avgaspannan.[1]
- Ångtemp: 540 °C
- Ångtryck: 100 bar
- Ångturbin: Siemens SST-900 DH, 137 MW el och 294 MW värme (75-110 °C)
- Bränsleåtgång: 600 MW naturgas (1400 ton luft per timme)
- Elverkningsgrad: 43,5 %
- Totalverkningsgrad: 92,5 %